# Partizànske
Partizànske (en (ucraïnès): Партизанське, en rus: Партизанское, Partizànskoie) és un poble de la República Autònoma de Crimea a Ucraïna, que el 2014 tenia 2.079 habitants. Pertany al districte de Simferòpol.